# Porsche 911
O Porsche 911 (por vezes denominado Porsche 911 Carrera) é um automóvel esportivo produzido pela fabricante alemã Porsche AG, de Stuttgart, desde 1964. O modelo foi apresentado originalmente em 1963, no Salão do Automóvel de Frankfurt, com o nome de 901, sendo posteriormente renomeado para 911 por questões de direitos de nomenclatura. Desde então, o veículo tem passado por constantes atualizações técnicas e estilísticas, mantendo sua identidade original.
Uma das principais características do 911 é a posição do motor traseiro. Até a geração 993, produzida até 1998, o modelo utilizava um sistema de refrigeração a ar. A exceção foi a versão Turbo, que manteve esse sistema por mais um ano. A partir da geração 996, introduzida em meados de 1997, os motores aspirados passaram a contar com arrefecimento a líquido, embora tenha sido mantido o tradicional motor de seis cilindros opostos horizontalmente (boxer).
Desde o seu lançamento, o 911 tem sido amplamente modificado para uso em competições automobilísticas, tanto pela própria Porsche quanto por equipes privadas, participando de provas de rali, endurance e outras categorias. Algumas de suas variantes, como o Porsche 935, tornaram-se altamente vitoriosas e influentes no automobilismo.
Em 1995, durante o Grande Prêmio da Bélgica de Fórmula 1, um Porsche 911 (993) GT2B foi utilizado como safety car. No terço final da corrida, o carro foi acionado após o aumento da intensidade da chuva, demonstrando sua versatilidade também nesse tipo de função.

## História
Desde sua fundação, a Porsche produzia apenas uma linha de veículos, o Porsche 356. Embora fosse um carro notável, a verdade era que o modelo, baseado no projeto do Volkswagen Fusca, começava a demonstrar sinais de cansaço por volta do final da década de 1950. Assim, neste período, ao mesmo tempo em que investia nas futuras linhas 356 B e C, a Porsche começou o desenvolvimento de um modelo inteiramente novo.
Por se tratar de uma companhia pequena na época, a Porsche levou bem a sério o desenvolvimento do sucessor de sua principal (e única) linha de automóveis, sabendo que um fracasso poderia acabar com a empresa. Assim, entre 1959 e 1961 vários modelos foram produzidos. O modelo 695 T-7, de 1961, se mostrou o mais promissor deles — produto dos esforços de Ferdinand Alexander "Butzi" Porsche e Erwin Komenda (este já não tão envolvido quanto na época do 356). Inclusive, conta-se que a escolha da fábrica de carrocerias Reutter foi, principalmente, para evitar conflitos entre Butzi e Komenda.
Inicialmente planejado como uma linha adicional, por pouco ele não foi direcionado ao nicho de mercado ocupado pelos sedãs Mercedes. Com a distância entre os eixos 100 mm mais longa do que o 356, o 695 era praticamente um quatro lugares, com um motor planejado de seis cilindros, mesma estrutura monobloco do 356 e a carroceria básica do que viria a ser o 911 — porém com a parte traseira muito diferente (o carro era, basicamente, um sedã, ficando entre a configuração 2+2 e quatro lugares). Os motores testados foram os do 356 Carrera 2 (Type 587/1) e o mais complexo Type 745, um seis cilindros de 2,0 L, um pouco diferente do motor "901" desenvolvido posteriormente.
Uma vez que Ferry Porsche percebeu que a melhor aposta seria mesmo um fastback 2+2 para suceder ao 356 no mesmo nicho deste, Butzi Porsche redesenhou a traseira do protótipo, dando origem ao modelo 901. Com suspensão dianteira McPherson, inteiramente nova, freio a disco nas quatro rodas (como o 356 C) e suspensão traseira ligeiramente melhorada com relação ao 356, o carro era, para todos os efeitos, o 911 finalizado.
Ao ser apresentado no Salão do Automóvel de Frankfurt de 1963, o carro foi um sucesso imediato. Porém, numa história amplamente conhecida no meio automobilístico, a Peugeot conseguiu fazer a Porsche mudar o nome do carro, alegando que possuía os direitos dos nomes de veículos compostos de três algarismos e um zero no meio. Assim, mudando apenas um número, a Porsche criava uma marca que a acompanharia até hoje.
Alguns modelos carregando ainda a designação 10.132.938.394 chegaram a ser produzidos, e são bem raros atualmente. Entretanto, de 1964 em diante, mesmo quando mudava a designação interna (de onde vinham os nomes até então, como "356", "695" ou mesmo "901"), os diferentes modelos da categoria continuaram a ser chamados de 911, e as formas traçadas na década de 1960, embora reminiscentes dos 356 (e mesmo do Fusca, com um pouco de boa vontade) permaneceram como identificador máximo da linha e do resto da marca — basta observar o mais recente modelo Cayenne, que embora seja um Sport-Utility, é facilmente reconhecível como um Porsche, mesmo de relance.
Abaixo encontra-se um apanhado dos principais modelos da linha ao longo de seus 42 anos de produção.
- Sobre as designações: as letras das séries (A, B, C, etc.) são utilizadas pela Porsche para indicar a revisão dos modelos de produção. Geralmente muda anualmente para refletir as mudanças do modelo daquele ano em particular. Os primeiros modelos 911 são da série "A", e os primeiros 993 são da série "R".
- Sobre os modelos listados: nem todos os modelos de 911 produzidos estão listados abaixo. Os mencionados limitam-se àqueles que desempenharam papéis importantes no desenvolvimento de novas tecnologias e sua influência nos modelos Porsche posteriores.
- Sobre os nomes dos modelos: embora os artigos abaixo utilizem as designações internas da Porsche (911, 964, 993, 996, 997) o carro é sempre vendido sob o nome 911. "Carrera", "GT3", "Turbo", etcetera referem-se apenas à variação específica (eles são todos 911).

## Motores refrigerados a ar (1964–1998)

### 911 Series (1964–1988)
O 911 foi designado como um substituto muito mais potente, maior e mais confortável para o Porsche 356, o primeiro modelo da empresa e, essencialmente, uma evolução do Volkswagen Fusca. O novo carro foi  apresentado ao público no Internationale Automobil-Ausstellung de 1963, mais conhecido aos falantes da língua portuguesa como Salão Internacional de Frankfurt.
Ele foi designado "Porsche 901" (901 sendo o número interno do projeto). A Peugeot protestou baseada no fato de que eles tinham o registro de todos os nomes de carros consistindo de dois números com um zero entre eles. Logo, antes do início da produção, o novo Porsche teve seu nome alterado para 911. Começou a ser vendido em 1964.

#### 911 2.0-litros / Séries O, A e B (1964–1969)
Os modelos mais antigos do 911 possuíam um motor de seis cilindros e 130 PS1 (96 kW), na configuração "Boxer" como o 356, refrigerado a ar e montado na traseira, com 1991 cc comparados ao 1600 cc quatro cilindros do 356. O carro possuía quatro lugares, embora os assentos traseiros fossem bem pequenos — o carro é geralmente considerado um 2+2 ao invés de um quatro lugares, assim como o 356. Era equipado com uma transmissão manual de cinco marchas na configuração transeixo, "Type 901". O estilo foi obra principalmente de Ferdinand "Butzi" Porsche, filho de Ferdinand "Ferry" Porsche. Erwin Komenda, o encarregado do departamento de carrocerias da Porsche, também esteve envolvido no projeto, embora sua morte repentina tenha limitado suas contribuições.
O 356 chegou ao fim da linha em 1965, mas ainda havia mercado para um Porsche quatro cilindros, sobretudo nos Estados Unidos. O Porsche 912, lançado no mesmo ano, serviu como um substituto direto. Ele usava o motor quatro cilindros, 1600 cc 90 PS (66 kW) do 356, com a carroceria do 911.
Em 1966 a Porsche introduziu o mais potente 911S, a força do motor aumentada para 160 PS (118 kW). Rodas de liga da Fuchs, em um distinto padrão de cinco folhas, foram oferecidas pela primeira vez. Nas competições, instalado nos Porsche 904 e Porsche 906 de motor central, o motor foi levado a 210 PS (154 kW).
Em 1967, a versão Targa foi lançada. O Targa possuía um painel removível no lugar do teto, uma janela de plástico também removível (embora uma versão de vidro, fixa, tenha sido disponibilizada a partir de 1968), e um sant antônio de aço fixo. A Porsche havia pensado, em dado momento, que os conversíveis totalmente abertos fossem ser proibidos nos Estados Unidos, um importante Mercado para a Porsche, e introduziram o Targa como uma versão "reserva". O nome "Targa" vem da corrida de rua Targa Florio na Sicília, na qual a Porsche teve sucesso notável: vitórias em 1956, 1959, 1960, 1963, 1964, 1966, 1967, 1968, 1969, 1970 e 1973.
O modelo 911T de 110 PS (81 kW) foi também lançado em 1967 e substituiu o 912. O modelo de 130 PS (96 kW) foi renomeado 911L. Com um apelo esportivo ainda maior, o 911R foi produzido em série limitada (20 ao todo). Foi uma versão mais leve direcionada às corridas, com portas de alumínio, bloco do motor em magnésio, e 210 PS (154 kW).
Em 1968 a série B foi introduzida, e o entre-eixos foi alongado de 2211 mm para 2268 mm, uma solução efetiva para o comportamento nervoso da direção. O tamanho total do carro não mudou: ao invés, as rodas traseiras foram deslocadas para trás. Ignição eletrônica passou a ser oferecida no modelo 911S e no 911E, um novo modelo intermediário. Foi também adicionado à linha um modelo semiautomático Sportomatic, composto de um conversor de torque, uma embreagem automática e uma transmissão de quatro velocidades.

#### 911 2.2-litros / Série C e D (1970–1971)
Para a linha 1970 os motores de todos os 911 passaram a ter 2195 cc. As potências passaram a 125 PS (92 kW) no 911T, 155 PS (114 kW) no 911E, e 180 PS (118 kW) no 911S. O 912 foi descontinuado com a introdução do Porsche 914 como modelo de entrada.
O 911E de 2.2 L foi chamado de "Arma secreta de Zuffenhausen". Apesar da pouca potência do 911E (155 PS) comparado ao 911S (180 PS), o 911E era mais rápido na aceleração de 0 a 160 km.

#### 911 2.4-litros / Séries E e F (1972–1973)
Os modelos 1972–1973 consistiam dos mesmos modelos — o mais barato T, o modelo E e o top de linha S. Entretanto, todos os modelos receberam um motor maior de 2341 cc/142 in³. Este modelo, embora conhecido como "2.4 L", estava mais próximo da designação 2.3 — mas isto não enfatizaria tão bem a melhoria com relação ao 2.2. As potências passaram para 130 PS (96 kW), ou 140 hp (104 kW) nos Estados Unidos, para o modelo T, 165 PS (121 kW) para o E e 190 PS (140 kW) para o S.
O 911E e 911S usavam injeção eletrônica mecânica (MFI) em todos os mercados. O 911T era carburado, exceto nos Estados Unidos, onde também usavam MFI, que explica a diferença de 7 kW de força entre a versão europeia e americana. Em janeiro de 1973, os 911T americanos passaram a usar a nova injeção K-Jetronic CIS (Continuous Fuel Injection) da Bosch. Estes automóveis são comumente referidos como modelos 1973.5.
Com o aumento de potência e torque, os carros de 2,4L também ganharam caixas de marchas mais fortes, identificadas internamente pelo código Typ 915. Derivadas da transmissão utilizada no Porsche 908 das pistas de corrida, a Typ 915 acabou com o estilo "perna de cachorro" da 1° marcha da transmissão Typ 901/911, optando pelo arranjo mais tradicional em "H", com a primeira marcha à esquerda, segunda abaixo da primeira, etc. Alguns dizem que é porquê o arranjo antigo era inconveniente  para dirigir na cidade, outros dizem que é porque a Porsche desejava colocar a quinta marcha fora da carcaça da transmissão, onde ela poderia ser facilmente mudada de uma corrida para outra. A transmissão Sportomatic continuava disponível, mas apenas sob encomenda.
Em 1972 grandes esforços foram feitos para melhorar a dirigibilidade do 911. Uma medida da Porsche foi realocar o tanque de óleo de sua posição atrás da roda direita traseira para frente desta. Com isso, todo o peso de mais de oito litros de óleo saiu de trás do eixo traseiro para o entre-eixos, melhorando a dirigibilidade.
Para facilitar encher o tanque, a Porsche instalou uma portinhola para o filtro de óleo (parecida com a utilizada para dar acesso ao tanque de gasolina) na parte de trás, do lado direito. Esta inovação, entretanto, durou apenas um ano, alguns dizem que por causa de frentistas desatentos, que colocavam gasolina no tanque de óleo.
O tanque de óleo voltou para sua posição original no modelo 1973, e lá permaneceu até ser movido novamente para o entre-eixos, no modelo 964.
Os modelos 911S ganharam um discreto spoiler embaixo de seu para choque dianteiro, para ajudar na estabilidade em alta velocidade. Com o carro pesando apenas 1050 kg, estes são frequentemente considerados os melhores 911 clássicos de produção. Para as pistas, o 911 ST foi produzido em quantidade reduzida, com motores de 2466 cc ou 2492 cc, produzindo 270 PS (199 kW) à 8000 rpm. O peso foi reduzido para 960 kg. Os carros foram bem sucedidos nas 6 horas de Daytona, nas 12 Horas de Sebring, nos 1000 Km de Nürburgring e na Targa Florio.

#### 911 Carrera RS 2.7 (1972–1974)

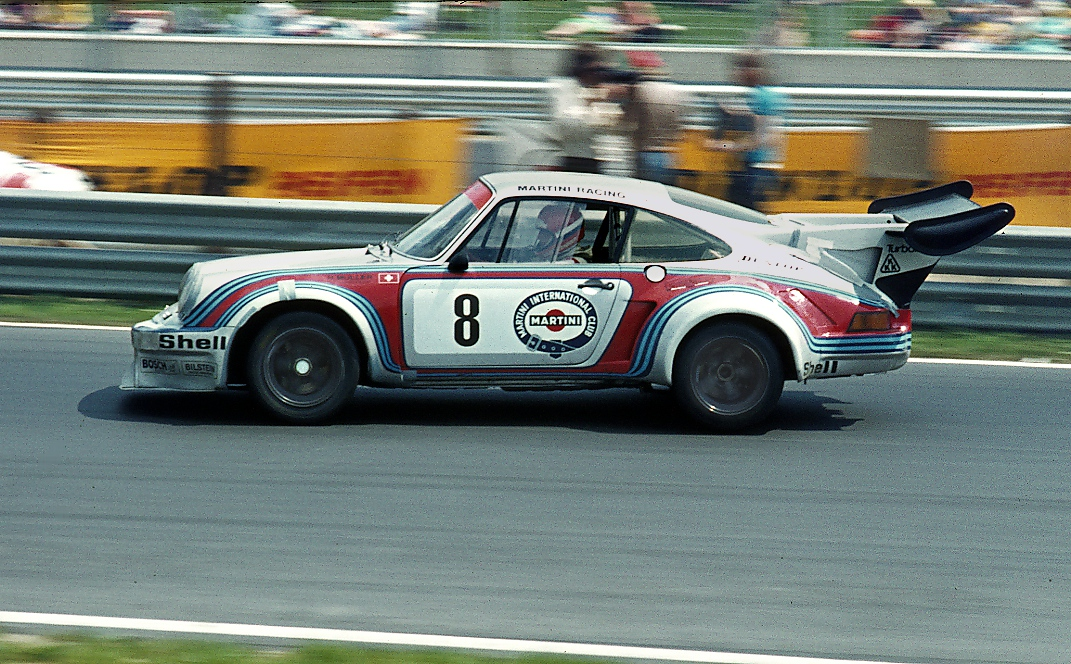
O neerlandês Gijs van Lennep em seu Porsche Carrera RSR Turbo durante os 1000 km de Nürburgring, em 1974

Este modelo, muito valorizado por colecionadores, é um dos clássicos imortais da Porsche. Foi construído apenas para atender ao critério de certas competições, que exigiam que um número mínimo de carros "de rua" fossem produzidos. Comparados ao 911S padrão, o Carrera RS possuía um motor maior (2687 cc) desenvolvendo 210 PS (154 kW), suspensão modificada e endurecida, um spoiler traseiro "rabo de pato", freios, rodas e caixas de roda maiores, e cerca de 150 kg mais leve — principalmente devido ao aço mais fino utilizado na carroceria. No total 1636 foram fabricados, confortavelmente excedendo o requerimento de 500 da FIA em sua classe Group 4. Uma versão mais poderosa, a Carrera RS 3.0, também foi produzida. Os carros de 3.0 L utilizavam aço padrão na carroceria, e graças ao aumento de 180 kg, os 20 PS (15 kW) extras não o deram vantagem na performance.
O Carrera RSR 3.0 e o Carrera RSR Turbo (seu motor 2.1 L devido a uma fórmula de equivalência de 1.4x) foram produzidos em pequenos números para as corridas. O carro turbo chegou em segundo nas 24 Horas de Le Mans em 1974, um evento significativo, já que seu motor seria a base das futuras incursões da Porsche nas corridas, e poderiam ser considerados o status do comprometimento da marca com motores turbo. O grande spoiler traseiro e o motor 3.0 turbo seriam utilizados novamente no 911 Turbo de produção e no 934 de corrida.
Para homenagear o Carrera RS, em 2009 a Porsche criou o 911 Sport Classic, que repriza as formas do Carrera RS de 1973.

#### 911 2.7-litros / séries G, H, I e J (1974–1977)
A partir de 1974, uma versão simplificada do motor 2687 cc do Carrera RS passou a ser utilizada nos carros de produção. Os carros tinham aparência diferente das versões de anos anteriores, graças à grandes para choques na frente e atrás, para se adequar aos requerimentos de impacto em baixa velocidade da lei norte-americana. O interior também foi melhorado. A linha agora era: 911, 911S e 911 Carrera — o último agora um modelo de produção normal. O Turbo foi introduzido em 1975 (veja abaixo). Em 1976 o Carrera foi melhorado com um motor que era essencialmente o Turbo de 2992 cc, menos o turbocharger, desenvolvendo 200 PS (147 kW). Os motores 2.7 se mostraram menos confiáveis do que os "a prova de bala" 2.4. Na verdade, o 2.4 L foi expandido em cilindrada sem resfriamento adicional, o que causava problemas, sobretudo em regiões mais quentes — onde as diferentes taxas de expansão entre a carcaça do motor de magnésio e as cabeças dos pistões em alumínio causavam problemas graves. Somado a isso, alguns motores acabavam com as presilhas das cabeças dos cilindros acabavam ejetadas da carcaça do motor. O motor 3.0 L do Turbo e do Carrera não utilizavam magnésio, mas alumínio, possibilitando uma taxa de dilatação igual entre pistões e carcaça. A mudança de motores era bem vinda por razões de confiabilidade. Entretanto, a carcaça de alumínio pesava mais do que a de magnésio. Somava-se a isto a mudança de injeção ocorrida nos modelos 1973.5 (da MFI para Bosch K-Jetronic CIS), que variava a pressão do combustível nos injetores dependendo do fluxo de ar. Embora extremamente confiável, ele não permitia o uso de um comando de válvulas "envenenado", como era o caso do sistema MFI ou dos carburadores. Assim, a potência do 911S diminuiu de 190 para 175 PS, apesar do aumento de 2.4 para 2.7L. Entretanto, o motor aumentou a dirigibilidade.
Também produzido para o ano/modelo 1976 do mercado americano, o 912E utilizava o motor Volkswagen 2.0 quatro cilindros e o chassis "I", do Porsche 914. Assim como o 912 produzido até 1969, a carroceria era a mesma dos modelos 911. No total, 2.099 unidades foram produzidas até que o Porsche 924 assumiu a posição do 912, de 1977 em diante.

#### Posição frente ao Porsche 928
Embora a Porsche tenha prosseguido com o desenvolvimento do 911, os executivos estavam preocupados com o seu declínio em vendas, e em 1971 os executivos autorizaram o desenvolvimento do Porsche 928. Maior, com um motor V8 montado na frente, consideravelmente mais potente do que o dos 911 da época. Desenhado não apenas para eclipsar o 911 e performance, mas também em conforto e esportividade grand tourer, ao invés de se focar apenas em ser um carro esportivo. O 928 vendeu razoavelmente bem, e conseguiu sobreviver de 1975 até 1995. Ao longo destes 17 anos, apesar de suas vantagens, ele nunca conseguiu superar o 911 em vendas. Adquiriu contudo um bom histórico nas competições.

#### 911 Turbo (Type 930) (1975–1989)
Em 1975, a Porsche introduziu a primeira versão turbinada de linha do 911. Embora chamado simplesmente de Porsche 911 Turbo na Europa, ele foi comercializado como Porsche 930 (930 sendo o seu número interno) na América do Norte. O formato da carroceria é imediatamente reconhecível pelos para-lamas mais largos, para acomodar os pneus mais largos, além de um spoiler traseiro (conhecido como "rabo de baleia" nos primeiros automóveis e como "bandeja de chá" nos modelos posteriores). Iniciando com um motor de 3.0 litros (260 PS or 191 kW), ele logo passou para 3.3 L (300 PS or 221 kW) em 1978. Os primeiros carros são notórios por um grande atraso entre pisar no acelerador e sentir a força do turbo, mesmo já tendo suficiente RPM.
Os números de produção do automóvel logo o qualificou para correr no grupo 4 da FIA, como modelo Porsche 934, em 1976. Muitos participaram das 24 horas de Le Mans ou outras corridas. A versão mais apimentada, Porsche 935, participou do grupo 5 da FIA, e evoluiu do RSR Turbo 2.1 L de 1974. Inscrito pela fábrica, venceu em Le Mans em 1979. Equipes independentes continuaram a correr com esse carro por muito tempo nos anos 1980.
Conforme a demanda pelo Turbo decolava no fim dos anos 1980, a Porsche ofereceu algumas variações do modelo, incluindo uma com nariz inclinado. Entretanto, na parte mecânica o carro continuava basicamente o mesmo. Embora tais carros fossem vendidos bem mais caro do que os modelos padrão, a relutância da companhia em investir em pesquisa e desenvolvimento de toda a linha 911 da época provou-se quase fatal não só para a linha 911, mas para a Porsche como um todo.
Apenas em seu último ano de produção o 911 Turbo foi equipado com uma caixa de marchas de cinco velocidades. Antes disso, as transmissões dos carros naturalmente aspirados (ou seja, os modelos não-turbo) não eram resistentes o suficiente para aguentar o torque dos motores turbo. Com a caixa de quatro velocidades, o 911 Turbo era capaz de passar de 200 km/h em terceira marcha!
Houve modelos turbinadas em cada geração subsequente de 911. Tração nas quarto rodas tornou-se padrão a partir da geração 993, exceto no GT2.

#### 911 SC (1978–1983)

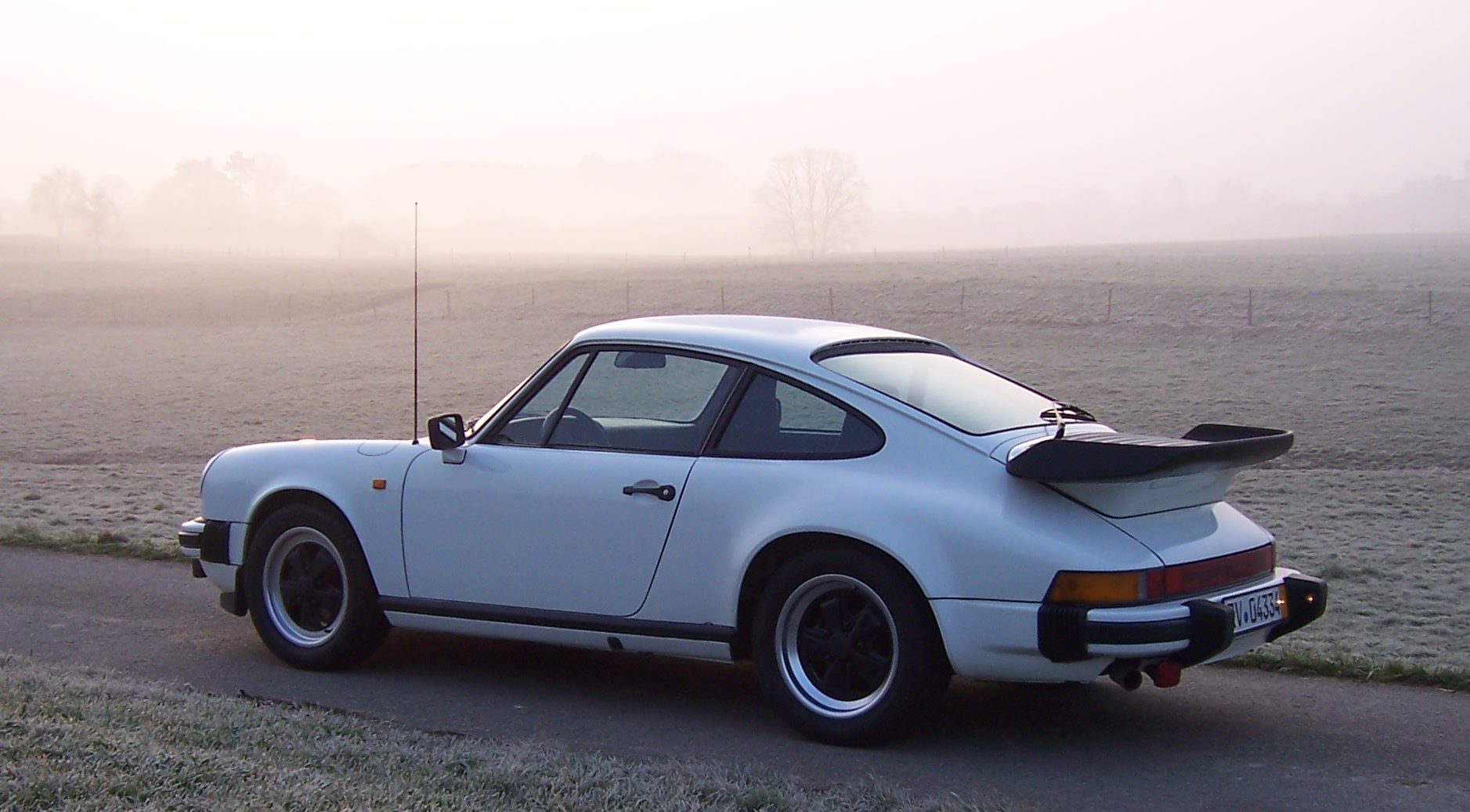
Porsche 911 SC (1981)

O "SC" do 911 SC é comumente entendido como "Super Carrera", embora a Porsche nunca tenha oficializado isso de maneira alguma. Todos os modelos do 911 adotaram o motor de 2994 cc no final de 1977. Este motor, recentemente desenvolvido pela fábrica, desenvolvendo 180 PS (132 kW), e ainda permitindo modificações que aumentavam substancialmente sua potência. Entretanto, o peso dos equipamentos adicionais nestes carros estava prejudicando um pouco a performance, quando comparado ao que um carro mais antigo (e mais leve) faria, com o mesmo motor.
Os SCs vendidos no Reino Unido poderiam ser comprados com o Pacote Sport Group, que adicionava spoiler traseiro, entrada de ar frontal e rodas Fuchs pretas.
Em 1981 um carro-conceito cabriolet foi apresentado no Salão do Automóvel de Frankfurt. O carro não apenas era de carroceria aberta, como também possuía tração nas quatro rodas. No final de 1982 a versão cabriolet entrou em produção (como modelo 1983), sendo o primeiro modelo conversível oferecido pela Porsche desde o 356. Para muitos, este era um carro muito mais interessante do que o Targa, o outro modelo de carroceria aberta do 911. Porém, enquanto o Targa era vendido com preço equivalente ao do carro padrão, o cabriolet custava consideravelmente mais.
Versões conversíveis do 911 têm sido oferecidas desde então.
Em 1979 a Porsche estava planejando substituir o 911 pelo 928, porém o 911 ainda vendia bem mais do que ele. Assim, a Porsche decidiu revitalizar os 911 europeus. Estes carros (1981–1983 911 SCs) foram preparados para entregar 204 bhp à 5900 rpm dos seus motores 2994 cc. Os norte-americanos precisariam esperar pelo novo 911 Carrera de 3.2 L, em 1984, antes de ver qualquer cavalo vapor extra de potência.

#### 911 3.2 Carrera (1984–1989)
Em 1984 um novo carro, com motor de 3.2 L, substituiu o modelo SC 3.0 L. Embora vendido como "911 Carrera", ele ficou conhecido mesmo como "3.2 Carrera", na primeira vez em que a marca esportiva foi aplicada ao 911 básico. A potência foi ampliada para 231 bhp (brake horse power), freios foram melhoradas e os discos retrabalhados, para que esfriassem mais rápido; a injeção eletrônica foi melhorada para aumentar a confiabilidade, e o carro como um todo ficou mais refinado. Os modelos aspirados passaram a ser disponibilizados com visual "Turbo-look" ou "Super Sport", um estilo que remetia aos modelos turbo, com para-lamas maiores e o spoiler "rabo de baleia", embora nada disso significasse mudanças na mecânica.
Em 1987, o Carrera ganhou uma transmissão de cinco marchas da Getrag, modelo G50. Este modelo incluía uma embreagem automática.
O 911 Speedster, uma versão de teto rebaixado do Cabriolet — fazendo alusão ao Porsche 356 Speedster dos anos 1950 — foi produzido em série limitada. O Carrera Club Sport de 1987 (340 produzidos) é muito valorizado por colecionadores. Era desprovido de janelas elétricas, assentos com regulagem elétrica ou mesmo rádio, para economizar cerca de 50 kg no peso. O motor tinha rotações por minuto mais altas, e desenvolvia um pouco mais de potência.

### Série 964 (1988–1993)
No final de 1988, o 911 passou para uma nova etapa em sua história, com a introdução do Type 964.
Baseado nas muitas inovações do 959, este seria um carro muito importante para a Porsche, uma vez que a economia global passava por um período de recessão, e a Porsche não podia mais contar apenas com sua imagem para vender automóveis.
Lançado como Carrera 4, o "4" do nome indicava tração nas quatro rodas, uma decisão que surpreendeu muitos mas demonstrou o compromisso da firma com a engenharia, lembrando os compradores que corridas e engenharia de rallyes (no caso do 959) afeta sim os carros de rua. O coeficiente aerodinâmico foi reduzido para 0.32. Um spoiler traseiro erguia-se a altas velocidades, preservando a pureza das formas no resto do tempo. O chassi foi redesenhado como um todo. Suspensão com molas helicoidais (no lugar das tradicionais barras de torção), freios ABS e direção assistida fizeram sua estreia. O motor foi levado à 3600 cc e desenvolvia 250 PS (184 kW). O carro ficou mais refinado, mas, de acordo com alguns jornalistas especializados, perdeu a pureza do conceito 911. A versão de tração apenas na traseira, a Carrera 2, chegou um ano mais tarde.
Em 1989, a Porsche introduziu a transmissão automática Tiptronic, considerada à frente de seu tempo, no Carrera 2. Apresentava gerenciamento eletrônico e controle manual total. O 964 foi um dos primeiros carros do mundo a apresentar airbags duplos de fábrica (a partir de 1991).
Em 1992, a Porsche re-introduziu a versão limitada do modelo RS, inspirado pelo Carrera RS de 1973, e em desacordo com os padrões de emissão americanos. Apelos dos consumidores americanos resultaram no RS America, dos quais 701 foram construídos (embora fosse um modelo diferente do europeu, que era homologado para competições). O RS 3.8 de 1993 tinha carroceria no estilo do Turbo, um spoiler rabo de baleia fixo na traseira no lugar do spoiler variável, e 300 PS (221 kW), vindos de um motor de 3746 cc.
Já que o RS/RS America foi planejado como uma versão espartana e mais potente do 964, havia apenas 4 opções de fábrica disponíveis: um diferencial com deslizamento limitado, toca fitas AM/FM estéreo, ar condicionado e teto solar. O interior era mais espartano do que o 911 padrão; por exemplo, os painéis das portas não possuíam descanso de braço ou porta-trecos, e possuíam apenas um puxador simples como mecanismo de abertura. Embora um RS America fosse cerca de  US$ 10.000,00 mais barato do que um Carrera 2 completo, a realidade no mercado atual de usados é inversa, com um RS Europa cerca de US$ 20.000,00 mais caro do que um Carrera 2.

#### 964 Turbo (1990–1993)
A encarnação turbo do 964 voltou em 1990, com airbags duplos de série. A princípio utilizava um motor 3.3 L, da versão Turbo anterior, mas dois anos após passou a adotar um motor turbo baseado no motor 3.6 L usado nas outras versões.
Este carro por vezes é erroneamente chamado de 965 (este era o código de um projeto abortado, um superesportivo hi-tech na linha do 959)
Nos modelos 1991 e 1992, a Porsche produziu o 964 Turbo com o clássico motor do 930, de 3.3 L, melhorado para produzir 320 PS (235 kW). Em 1993 surgiu o motor 3.6 L, o mesmo dos Carrera 2/4, porém turbinado, produzindo impressionantes 360 PS (265 kW) nas rodas traseiras. Com o modelo 993 a caminho, este modelo produzido em 1994 tornou-se bem raro.

### Série 993 (1993–1997)

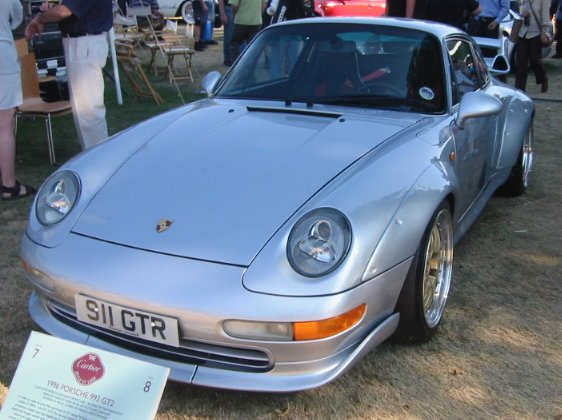
O 993 de meados dos anos 1990 possuía uma carroceria mais suave. Esta é a versão GT2, de peso reduzido.

O 911 foi novamente revisado em 1993, sendo agora conhecido como Tipo 993 (nada a ver com ano de lançamento). Este carro é notável por ser o último 911 refrigerado a ar, desde quando lançado em setembro de 1963 e produzido a partir de 1964.
O exterior apresentava a traseira e a dianteira bastante modificadas, onde apenas o para-brisas, as janelas laterais e portas permanecendo do 964. A reestilização deixou o design mais suave, com uma frente visivelmente mais aerodinâmica, lembrando a do 959. O estilo foi assinado pelo britânico Tony Hatter, sob supervisão do chefe de design da marca, Harm Lagaay.
Juntamente com a carroceria modificada, o 993 apresentava uma suspensão traseira multilink inteiramente nova, que melhorava o manuseio do carro.
A nova suspensção, assim como os refinamentos no chassis, permitiram ao carro se manter competitivo. A capacidade do motor permaneceu em 3.6 L, mas a potência aumentou para 272 PS (200 kW) graças a um melhor gerenciamento do motor e do escapamento. A partir do modelo 1996, a potência passou para 286 PS (210 kW). Um novo modelo de tração nas quatro rodas voltou a ser oferecido com o Carrera 4, enquanto os tradicionais modelos de tração traseira eram chamados apenas de Carrera. Uma versão de peso reduzido chamada RS teve o motor expandido para 3.8 L, com a potência chegando aos 300 PS (221 kW). A versão RS possuía tração traseira.
Versões aspiradas apareceram utilizando o visual do modelo turbo e alguns outros componentes (os Carrera 4S e posteriormente o Carrera S).
O modelo Targa também retornou, dessa vez com um grande teto de vidro que deslizava para baixo da janela traseira.
As versões Targa e as com visual Turbo permaneceram em produção até 1998, quando o inteiramente novo Porsche 996 foi lançado, como sucessor da linha 993.

#### 993 Turbo (1995–1998)
Uma versão turbo do 993 foi lançada em 1995, tornando-se o primeiro Porsche de série com turbochargers duplos, e o primeiro 911 Turbo a possuir tração nas quarto rodas. A semelhança nas especificações e performance inspiraram vários testes de comparação frente ao Porsche 959 (ex. Car and Driver, julho de 1997, p. 63).
Para obter uma versão Turbo com tração traseira, era necessário recorrer a versão GT2, mais poderosa e homologada para as corridas, porém com interior absolutamente espartano e (obviamente) muito mais caro.

## Motores refrigerados à água

### Série 996 (1997–2004)

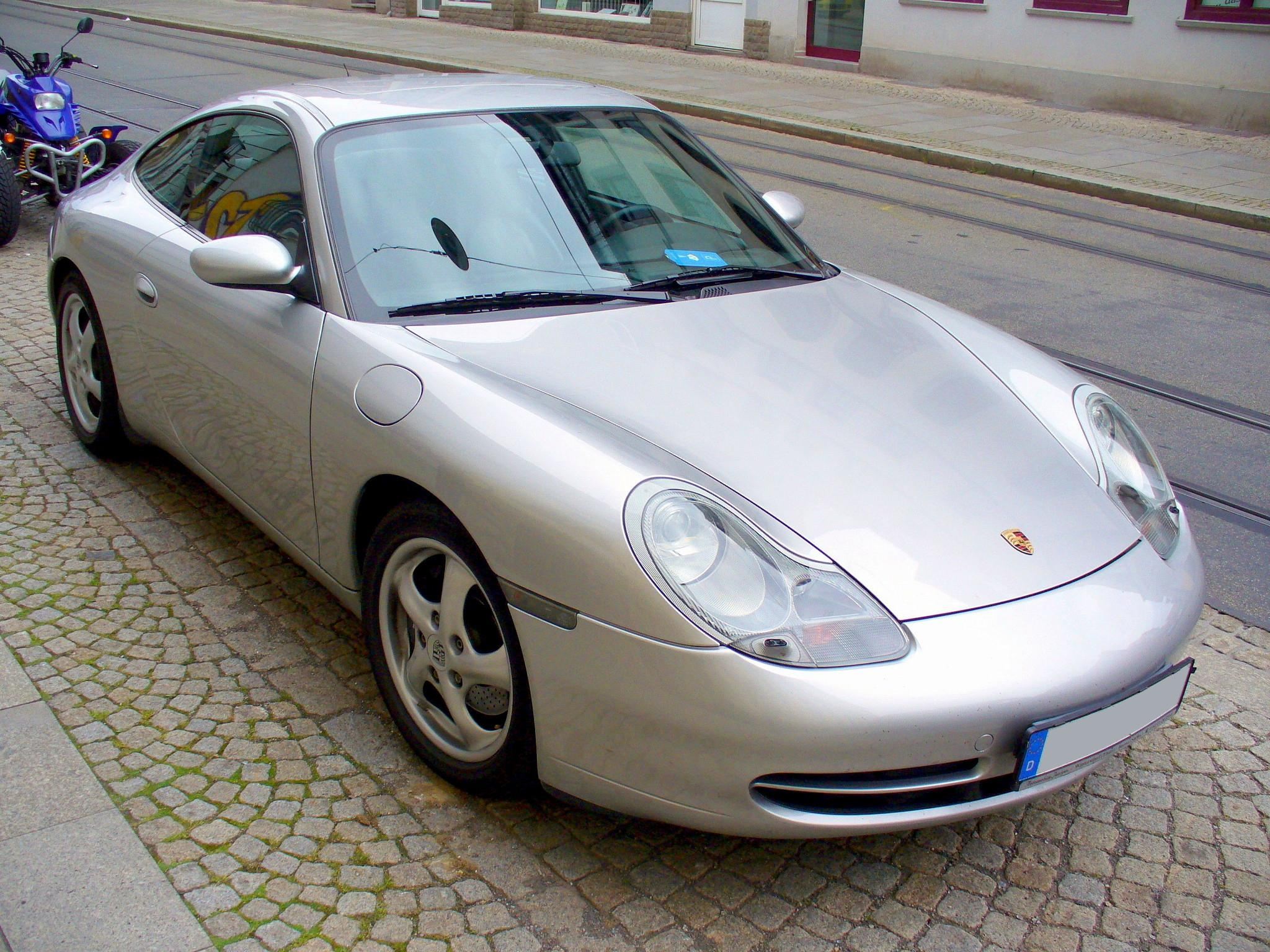
996 Carrera (1997)

Depois de 34 anos em produção, o famoso motor refrigerado a ar do 911 foi substituído por um modelo inteiramente novo, refrigerado a água. Sob a designação interna 996, esse carro foi um salto para a Porsche, embora muitos dos aspectos que fizeram do 911 o que ele foi nos 34 anos anteriores ainda continuassem presentes. Assim como o 993 antes dele, o 996 foi um modelo importante, mas principalmente pela maneira pela qual foi concebido e desenhado, e pelo efeito que teve na Porsche durante os anos 1990.
Puristas criticaram bastante o estilo do 996, principalmente porque ele compartilhava os faróis — na verdade muito da sua parte dianteira, mecanicamente — com o modelo mais barato Boxster. O 996 foi projetado primeiro e era um carro mais avançado em alguns aspectos, mas a economia de custos pareceu inapropriada em um carro tão caro quanto este. De resto, as formas traçadas pelo designer Pinky Lai seguiam o desenho original de Butzi Porsche fielmente. O interior sofreu ainda mais críticas por sua monotonia e pela falta de relação com os modelos 911 anteriores, embora tal crítica tenha vindo principalmente de proprietários de 911 mais antigos.
O 996 deu origem a mais de uma dúzia de variações, incluindo o modelo 4x4 Carrera 4 e Carrera 4S, o modelo de corrida GT3, e os turboalimentados 996 Turbo e GT2. O Turbo, 4x4 e twin-turbo, frequentemente aparecia nas listagens de melhores carros do mercado.
O Carrera e o Carrera 4 passaram por revisões em 2002, recebendo o farol e setas originalmente vistos na versão Turbo de dois anos antes. Isso permitiu ao 911 se diferenciar mais do Boxster. Uma dianteira levemente reestilizada foi também introduzida, embora a arquitetura básica tenha permanecido.
Seu motor era um 3.4 L com 300 PS (221 kW), aumentado em 2002 para 3.6 L e 320 PS (235 kW).

#### 996 GT3 (1999–2004)

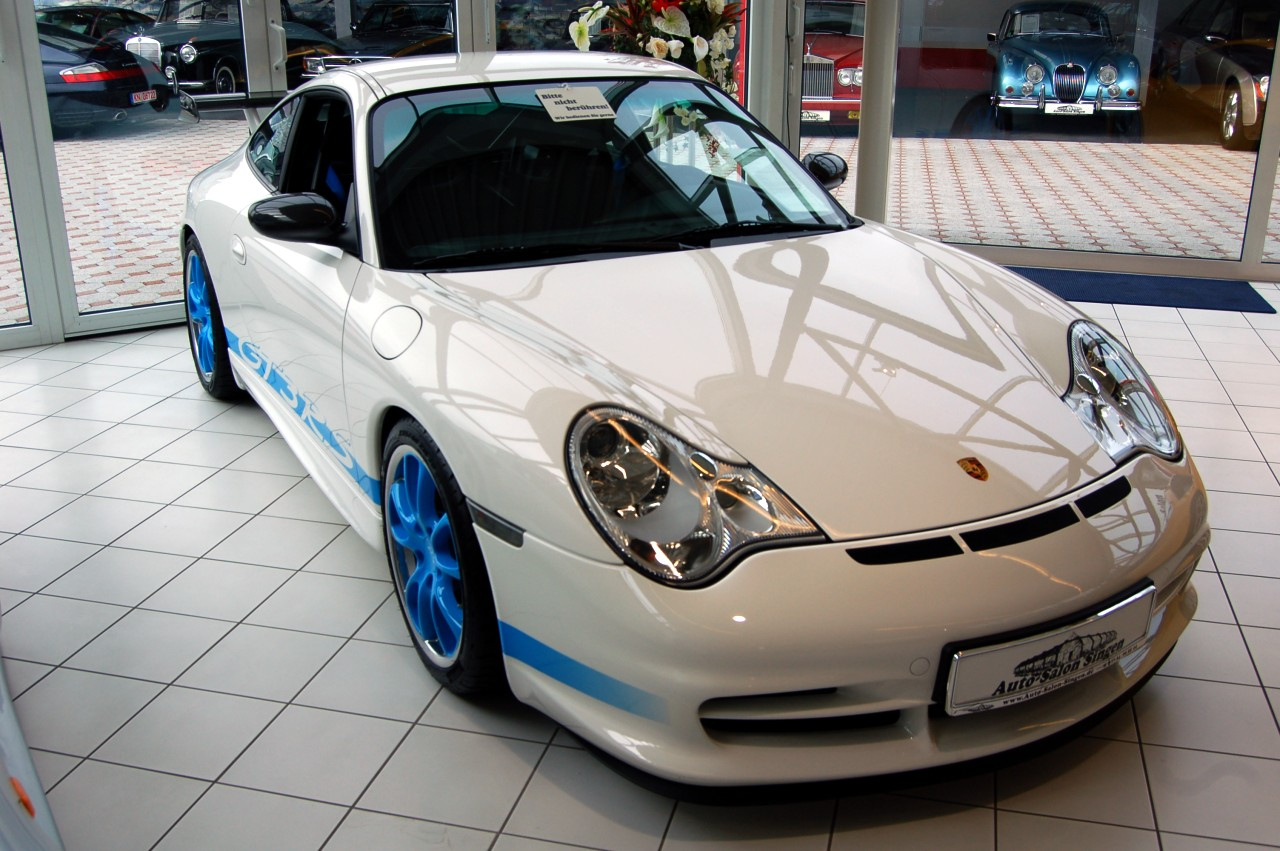
996 GT3 RS (2003)

A Porsche apresentou uma versão de rua do GT3, derivada diretamente da versão de competição. Conhecido simplesmente por GT3, o carro apresentava materiais leves dentro e fora, inclusive com janelas mais finas. Mais leve do que os 911 normais, ele foi planejado para melhor dirigibilidade e performance. A suspensão era mais baixa e dura comparada aos outros 996, levando a um ótimo manejo e a um ótimo raio de curva, sendo um carro bem firme. De maior significância era o motor usado no 996. Ao invés de utilizar uma versão dos motores à água dos outros 996, ele usava um motor aspirado derivado do protótipo de corrida Porsche 911 GT1-98, que usava materiais leves em sua composição, permitindo uma maior taxa de rotações por minuto.

#### 996 Turbo (2000–2004)

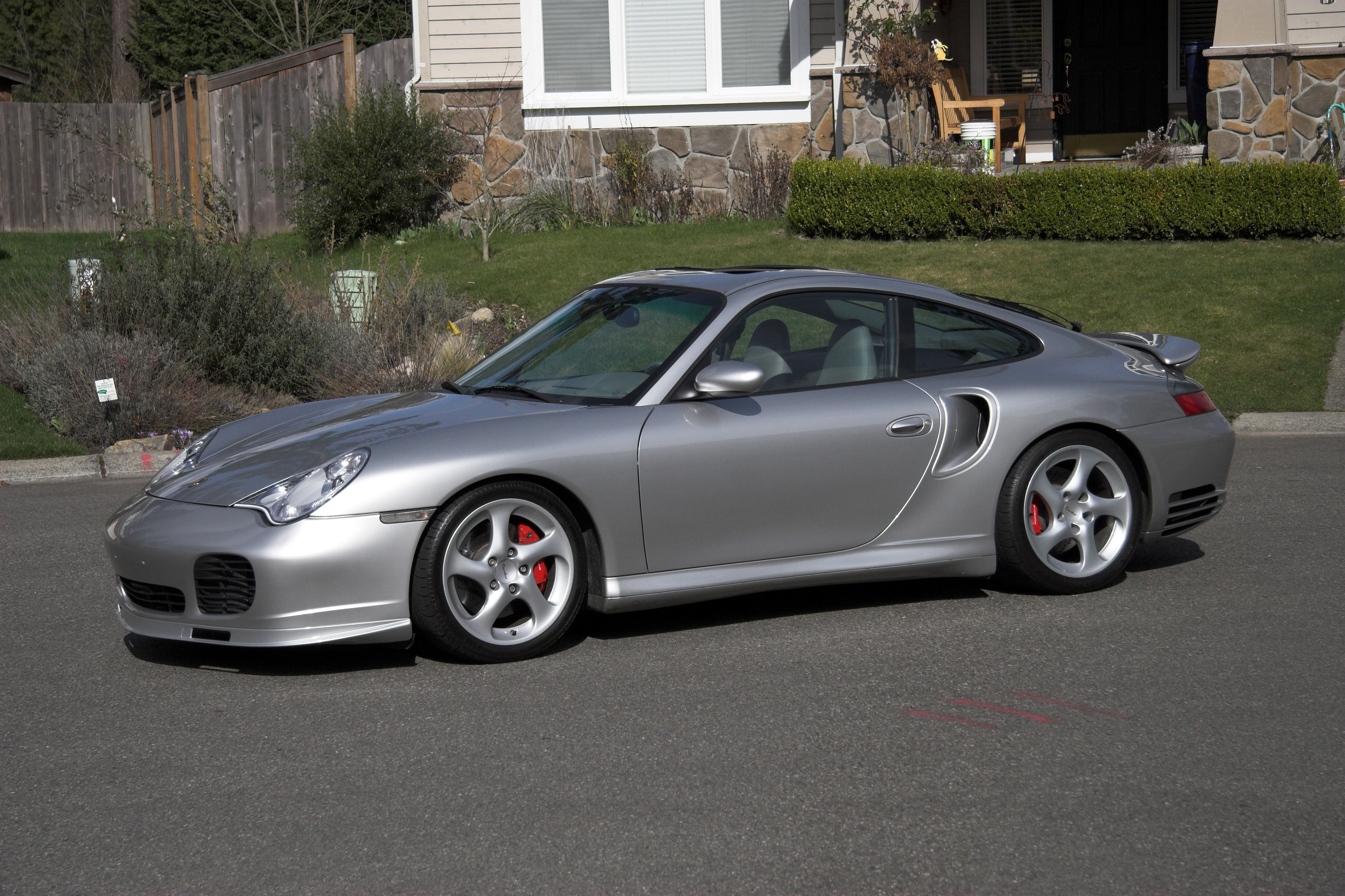
996 Turbo X50

Em 2000, a Porsche lançou a versão turbo do 996. Assim como o GT3, o novo motor turbo derivou daquele do 911 GT1 de 1998 e, assim como seu predecessor, era bi-turbo e desenvolvia 420 PS (309 kW). Também como seu predecessor o novo Turbo estava disponível apenas com tração integral. Como um acessório de fábrica de US$ 17.000,00, o pacote X50 aumentava a potência do motor para 450 PS com 620 N•m (457 lbf•ft) de torque, por uma grande faixa da curva de potência. Com o pacote X50 instalado o carro fazia 0–100 km/h em 3,8 segundos.
Apostando no design, o carro era mais diferenciado do resto da linha do que os outros turbos anteriores. Juntamente com os tradicionais para-lamas traseiros, o 996 Turbo tinha faróis dianteiros e para-choques diferenciados quando comparado ao Carrera ou Carrera 4. O para-choque traseiro tinha saídas de ar semelhantes às do Porsche 959, e havia grandes entradas de ar no para-choque dianteiro, que foram mais tarde utilizadas no Carrera 4S e no Cayenne Turbo.

### Série 997 (2004–2012)
Em 2004, o 911 foi revisto de forma profunda e o 996 foi substituído pelo 997, sendo apresentado em Julho desse mesmo ano. O 997 mantém um perfil semelhante ao 996, diminuíndo o coeficiente de arrasto para 0.28, mas extraem dos 993 alguns detalhes estéticos. Além disso, no novo visual dianteiro, destacam-se os faróis em forma de "olho de insecto" inspirados em modelos de gerações anteriores. O seu interior também foi revisto, apresentando ligações fortes aos 911 anteriores, mas ao mesmo tempo tem um aspecto fresco e moderno. O 997 partilha com o 996 menos de 30% de suas peças, mas tecnicamente é ainda muito parecido com este modelo. A aceleração dos 0 aos 100 km/h do Carrera S foi registada em cerca de 4.2 segundos, em uma comparação recente, mas outras fontes contradizem estes valores. As versões GT2 e Turbo S do tipo 997, não têm ainda uma data liberada para sua introdução. O Targa (4 e 4S) foi liberado em novembro de 2006. O 997 foi revisto em 2008, nomeadamente para a introdução de novos motores de injeção direta, maiores entradas de ar no para-choque dianteiro, novos faróis dianteiros e traseiros e a introdução de caixa de velocidades com dupla embreagem.

#### 997 Turbo

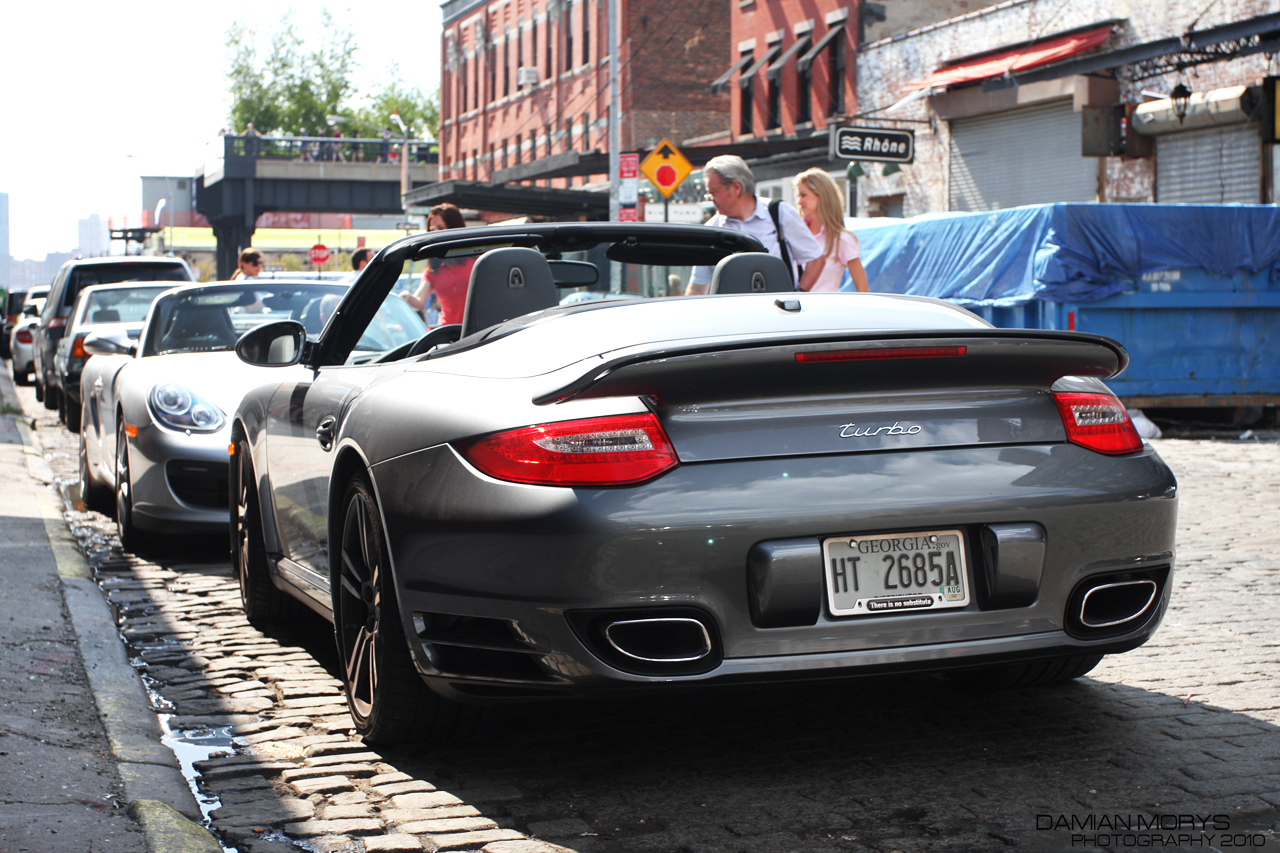
Porsche 997 turbo Cabriolet (2009)

A versão turbo da série 997 é equipada com o mesmo motor 3.6 L biturbo usado no 996 Turbo, só que agora ele desenvolve 480 PS (353 kW) e 620 N•m (457 lbf•ft) de torque. Isto se deve em parte à nova turbina de geometria variável (a primeira num veículo com motor de combustão interna), que, essencialmente combina o impulso e as respostas rápidas de uma turbina pequena com a grande potência de uma turbina maior.
Além de desenvolver maior potência e ter mais flexibilidade, o novo turbo melhorou o consumo de combustível em relação ao 996 Turbo. Graças a essa novidade mecânica, o 997 Turbo vai de 0 a 100 km/h em 3,7 s (ou 3,4, com câmbio Tiptronic) e chega à máxima de 310 km/h. O pacote opcional Sports Chrono eleva o torque a 680 Nm (505 lbf.ft) para curtos períodos (até 10s).
O 997 Turbo apresenta um novo sistema de tração integral, similar ao do Porsche Cayenne. O sistema, chamado de PTM (Porsche Traction Management) é baseado na embreagem, que varia o torque enviado ao eixo dianteiro e o distribui entre os dois eixos. Isso, de acordo com a Porsche, auxilia na tração e na condução, pois a redistribuição do torque controla o sobresterço ou o subesterço, o que resulta numa condução mais segura em qualquer condição climática.
Em relação ao estilo, assim como o antecessor, o 997 Turbo apresenta um estilo único, distinto dos Carrera. As luzes de seta, por exemplo, são alojadas numa barra horizontal montada nas tomadas de ar do para-choque dianteiro. A tradicional asa traseira é uma evolução do modelo biplano do 996 Turbo.

#### 997 GT3

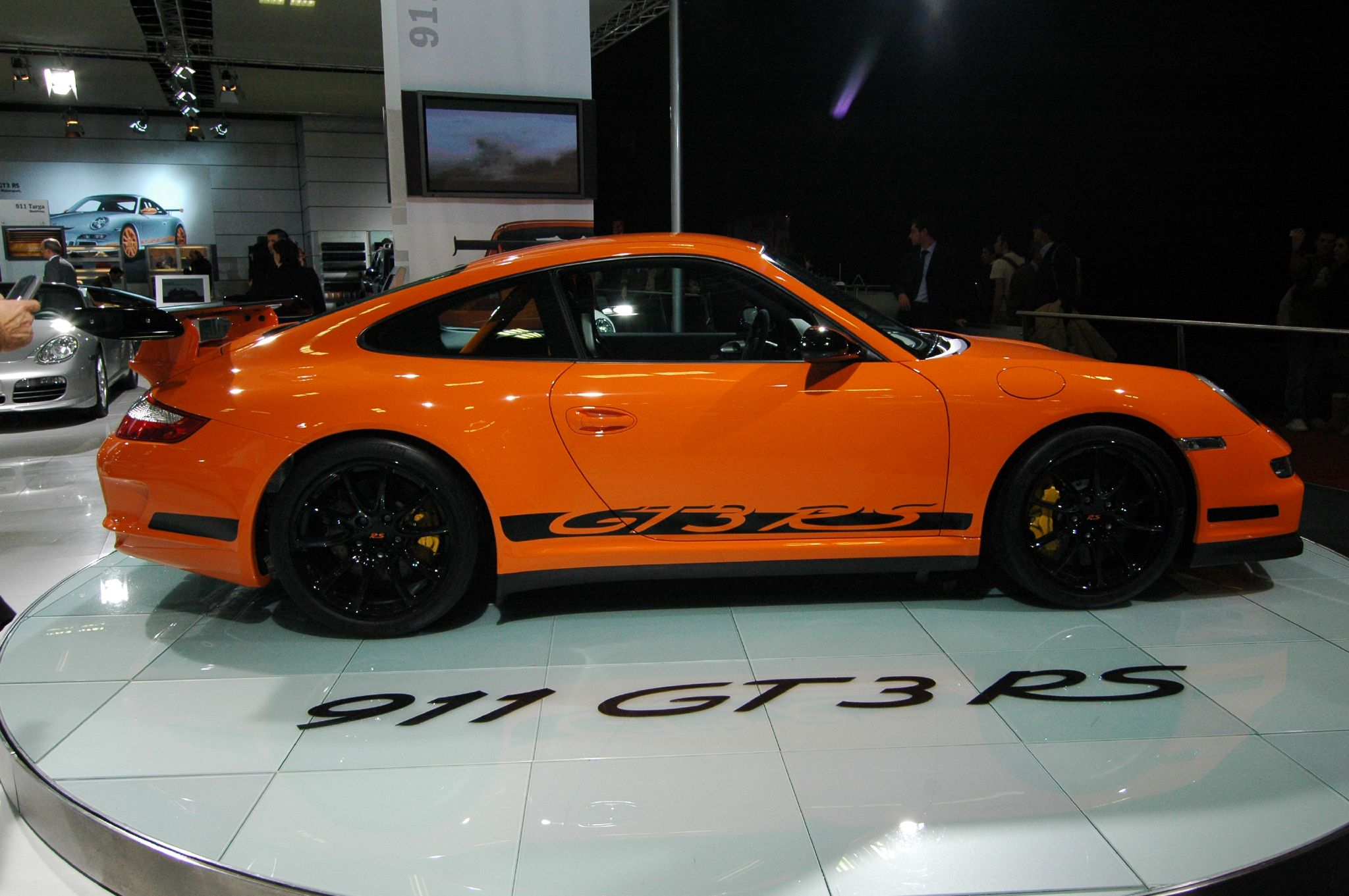
Porsche 997 GT3 RS (2006)

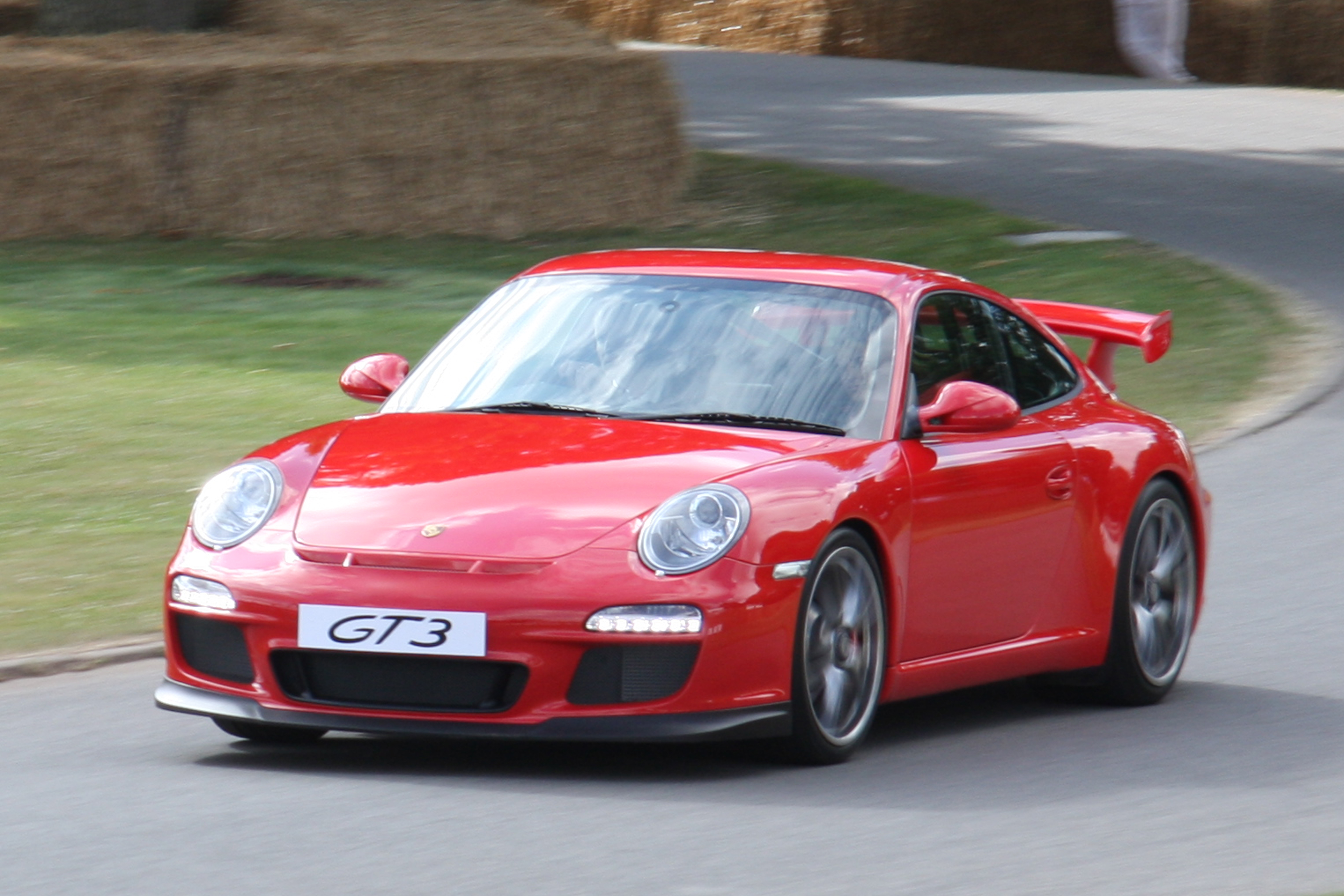
Porsche 997 GT3 (2009)

O  997 GT3, anunciado em 24 de fevereiro de 2006, acelera de 0–100 km/h em 4,3 s e tem máxima de 310 km/h, idêntico ao Turbo, portanto. Foi lançado no verão (hemisfério norte) de 2006.
O Porsche 997 GT3 RS distingue-se por seu alto desempenho aliado à sensação única de dirigir um carro de corrida. Apesar de estar pronto para o uso em pistas, o carro apresenta todos os requisitos para ser considerado um esportivo de rua legalizado.
A simples presença do "RS" é capaz de acelerar o pulso dos fãs da marca. Modelos lendários, tais como o Carrera RS 2.7 1972, o Type 964 e o 911 RS 1991 fizeram fama pelo alto nível de dirigibilidade. A tradição é renovada pelo novo 911 GT3 RS — tal como os antecessores, é possível homologá-lo para várias categorias.
A potência do motor aspirado de 3,6-litros é de 409 cv @ 7600rpm. A potência específica é de 115 cv/l. Esses números são os mesmos do recém-lançado 911 GT3, mas o RS conta com um trem de força exclusivo, que lhe permite uma performance ainda melhor. O câmbio curto de seis marchas leva o carro, que é 20 kg mais leve, a acelerar de zero a 100 km/h em 4,2s e de zero a 200 km/h em 13,3s, com máxima de 310 km/h.
Uma das características mais marcantes no novo RS é a carroceria, 44mm mais larga na parte traseira — herança dos Carrera 4 — e também em seu interior que lembra um autêntico carro de corrida, graças as barras de proteção anti-impacto, que protegem os ocupantes do carro caso ocorra um impacto. A aparência muscular não é só bonita: ela ajuda a manter estabilidade direcional e também melhora a aderência do cupê. A carroceria exclusiva do RS pesa só 1375 kg, graças ao uso extenso de materiais leves: a asa traseira ajustável é de fibra de carbono, enquanto o capô e a janela traseira são de plástico. Isso permite uma relação peso/potência de 3,316 kg/cv.

#### 997 GT2

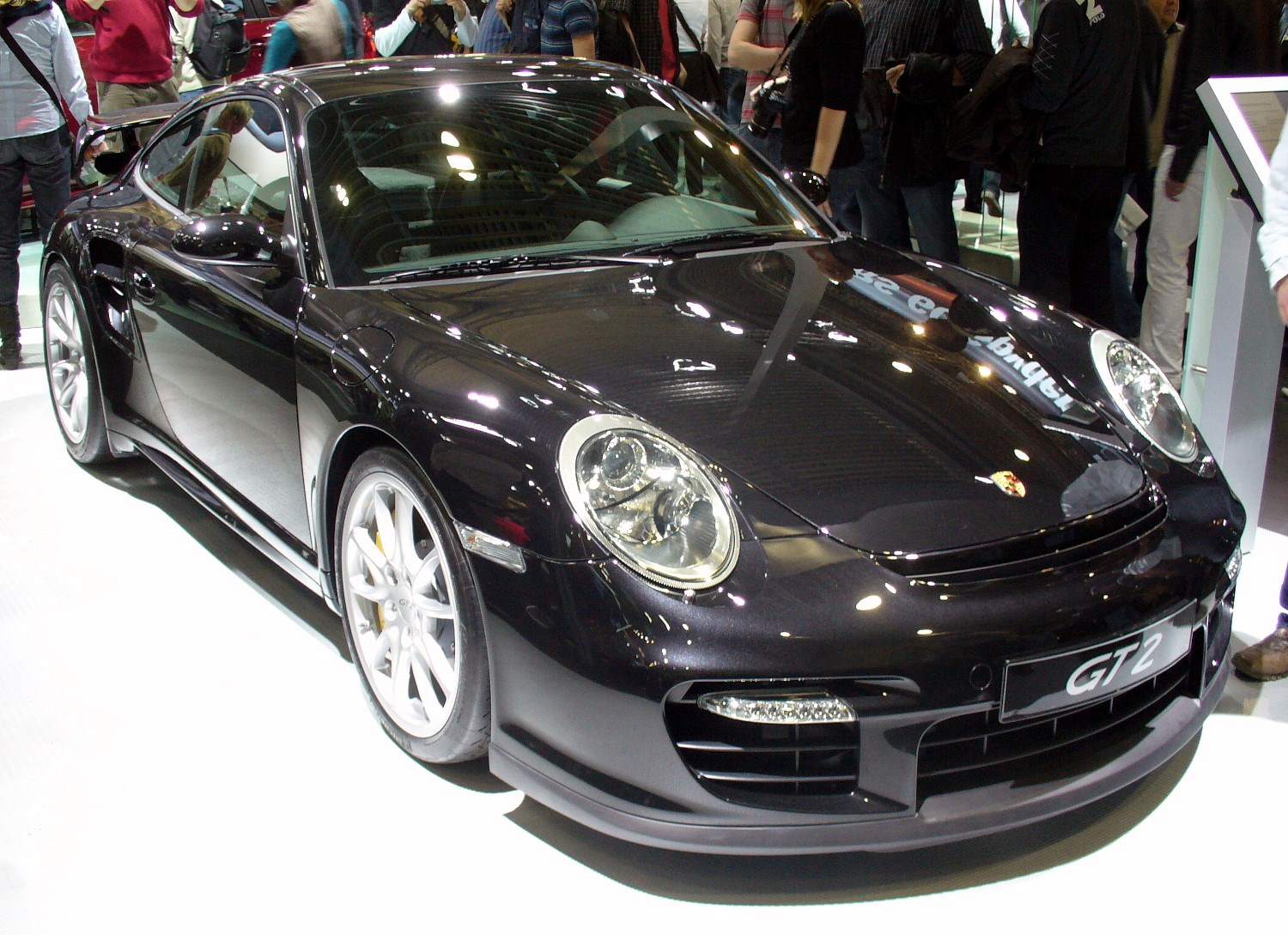
Porsche 997 GT2

Quem não conhece a sigla mágica pode não dar ao caso a importância devida, mas, em miúdos, se trata do Porsche 911 mais veloz e rápido já fabricado em série e homologado para uso em rodovias, ou seja, é uma máquina extraordinária do começo ao fim. Para começar do começo, o carro tem 530 cv.
Isso faz com que ele chegue aos 100 km/h em tempo digno de motos superesportivas como a Hayabusa: 3,7 s. A máxima bate nos 329 km/h. Os números são surpreendentes, especialmente considerando que o GT2 já tinha 462 cv, chegava aos 100 km/h em quatro segundos e batia 315 km/h no velocímetro. Em se tratando de Porsche, até o que já parece o limite pode ir um bocado além.
Em tempos ecologicamente corretos, o GT2 se orgulha de um consumo de apenas 8 km/l, o que é realmente ótimo para um carro com o desempenho que ele apresenta. Segundo a marca, esse era um número considerado impossível para carros tão poderosos há não muitos anos.
O motor do GT2 é baseado no que o Turbo utiliza, um 3,6-litros boxer, como é tradição da marca, à gasolina, com dois turbocompressores de geometria variável, uma tecnologia desenvolvida pela Porsche para carros movidos por este derivado do petróleo. O comum é haver turbos de geometria variável apenas para motores a diesel.
Outro dado extraordinário do GT2 é a manutenção do peso em relação a seu antecessor, com 1.440 kg. Também, com silenciadores e canos de escape feitos de titânio e freios de cerâmica, nota-se que a preocupação da marca, com este modelo, não foi a de fazer barato, mas de fazer bonito.
Para calçar o GT2, as rodas de 19" na dianteira e na traseira recebem, respectivamente, pneus 235/35 ZR 19 e 325/30 ZR 19. O preço base do carro, na Alemanha, será de 159,1 mil euros, ou quase R$ 410 mil. Incluindo os impostos de lá, ele sobe para 189 mil euros, cerca de R$ 490 mil. No Brasil, será um carro para mais de R$ 1 milhão.

#### 997 GT2 RS

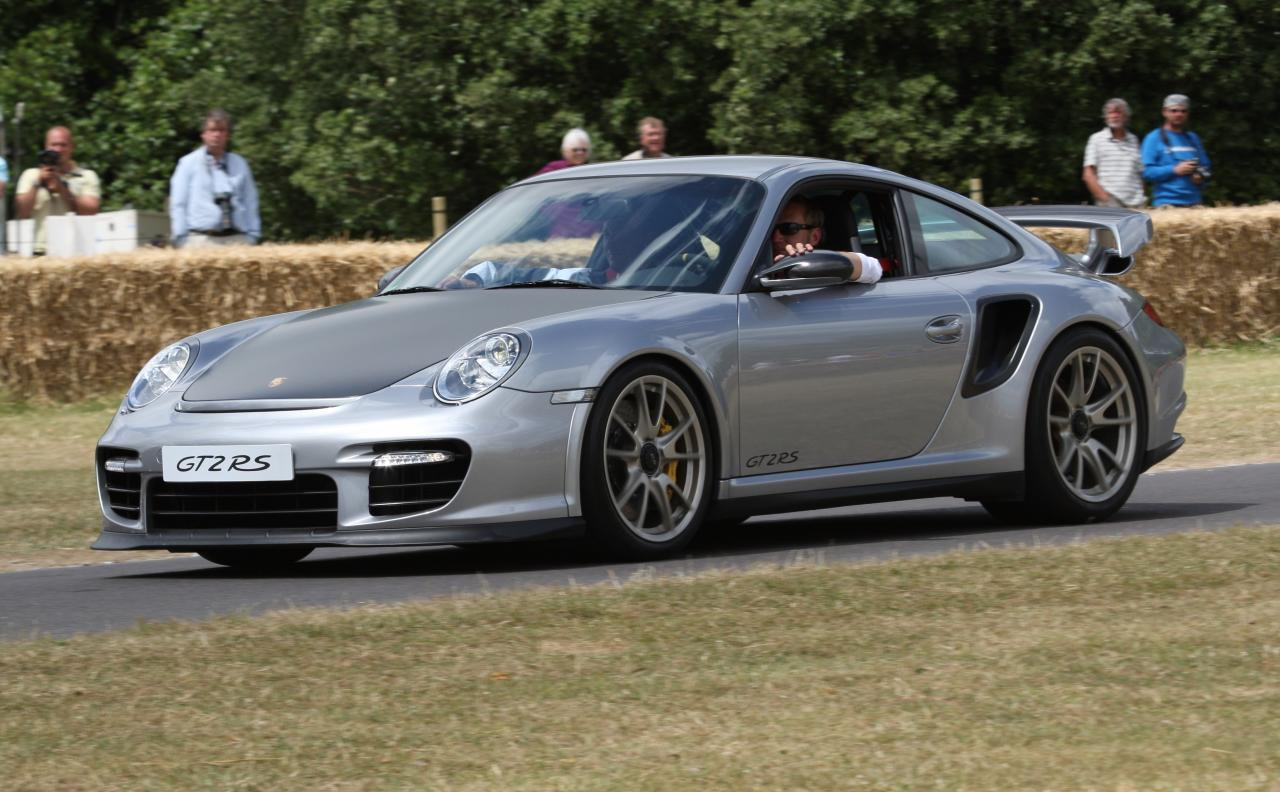
Porsche 997 GT2 RS

Divulgado em 2010, ninguém imaginava algo que superasse o grandioso GT2, até que apareceu o objetivo de superá-lo, como? Resposta: Porsche Intelligent Performance. Com motorização 3.6 biturbo de 620 cavalos e 70 kg a menos que o GT2, acelera de 0–100 km/h em apenas 3.5 segundos, de 0–200 km/h em apenas 9.8 segundo e de 0–300 km/h em 28.9 segundos. Velocidade maxima limitada a 330 km/h e com um consumo de 8.9 km/l. De série, o modelo traz freios de cerâmica, novo ajuste do controle de estabilidade, molas, amortecedores. O interior tem gaiola de proteção interna, revestimento de fibra de carbono e Alcantara e bancos tipo competição. No exterior, o modelo é diferenciado pelas rodas de 19 polegadas, aerofólios maiores, entradas de ar nas laterais e os adesivos da versão espalhados pela carroceria. O Porsche 997 GT2 RS será vendido na Europa por 237 mil euros, aproximadamente 532mil R$ (sem os impostos brasileiros e a taxa de importação). A série terá apenas 500 exemplares.

### Série 991 (2011–2019)

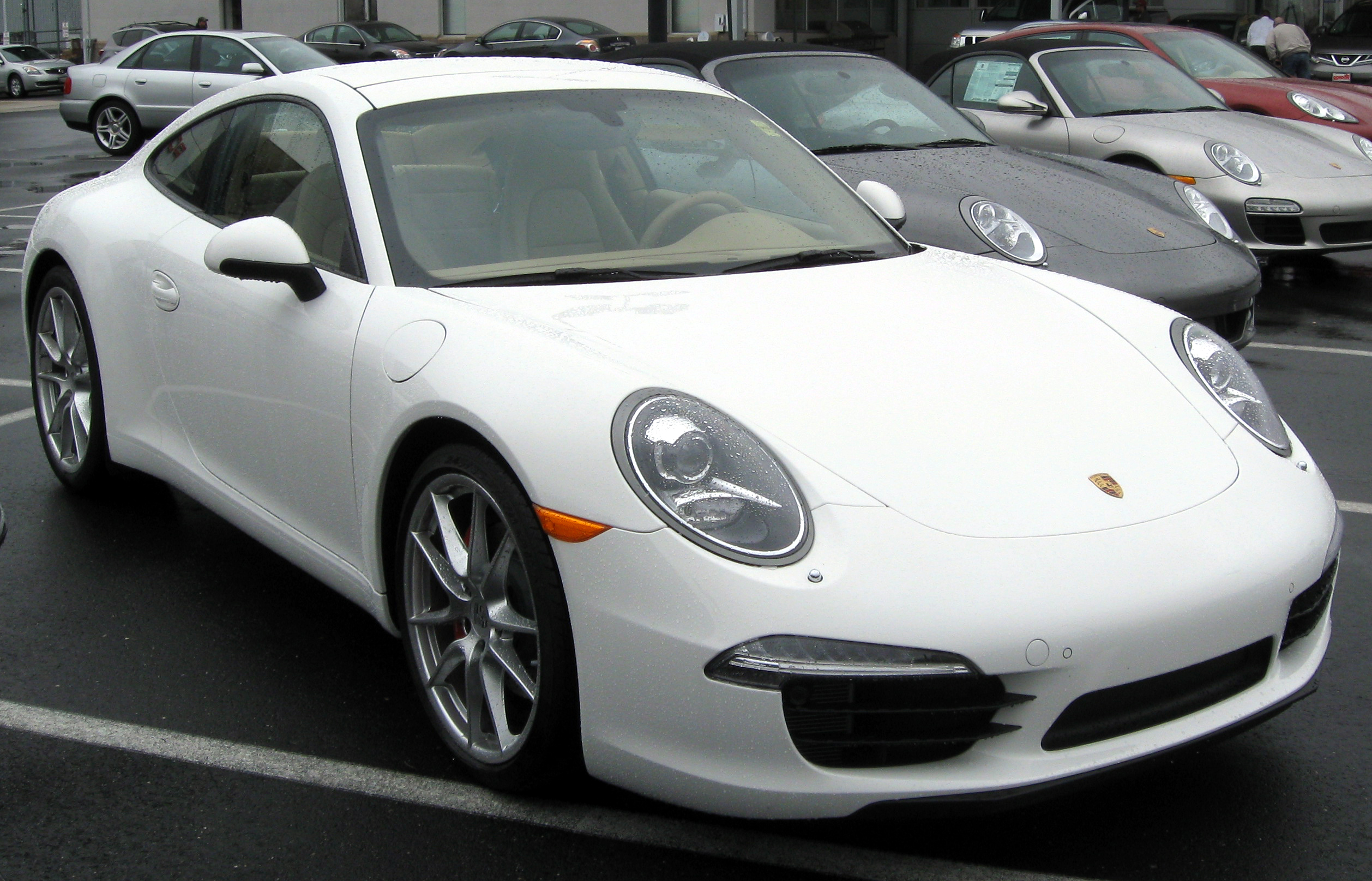
Porsche 991 Carrera S

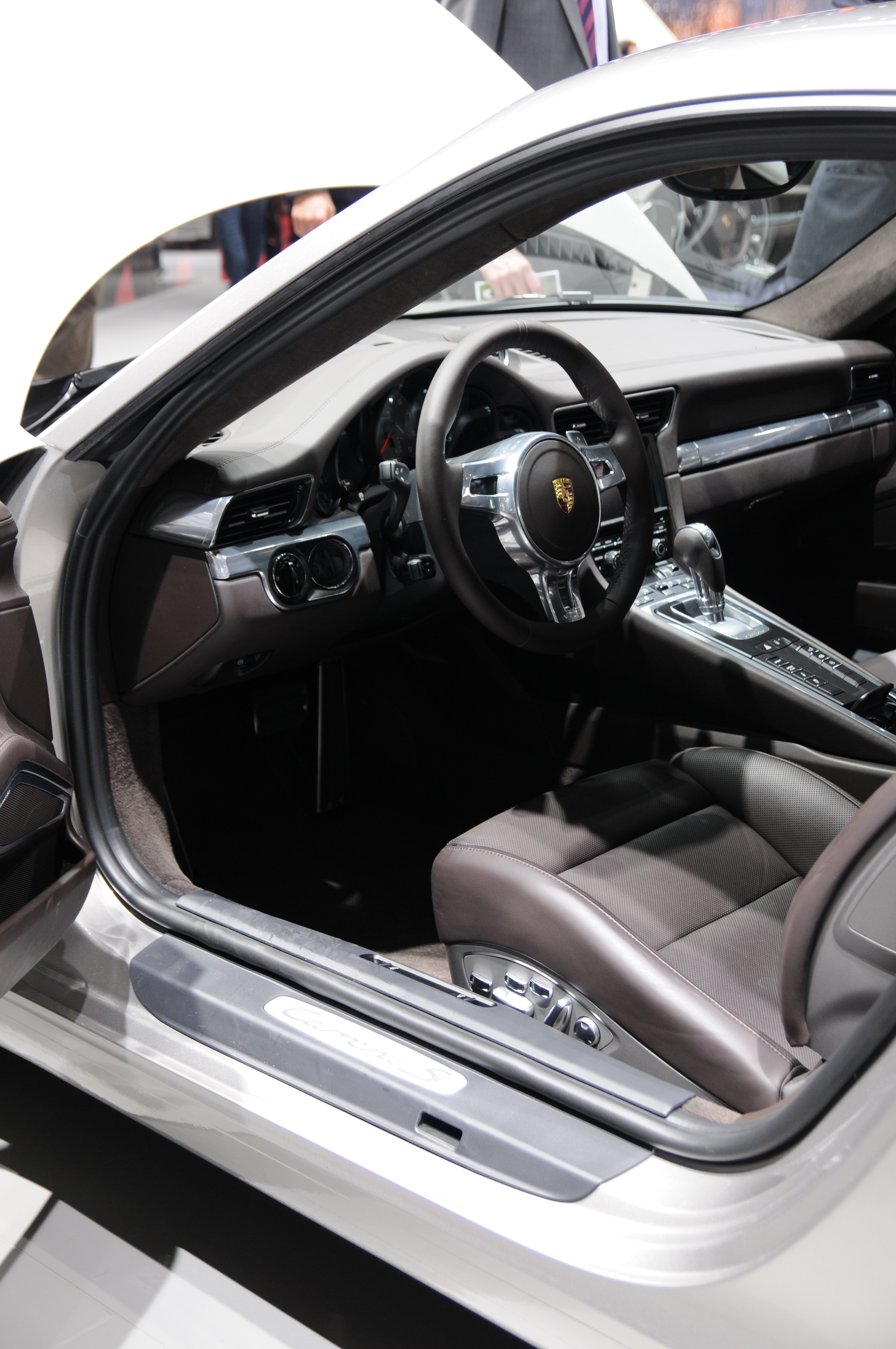
Interior do Porsche 991

A série 991, estreou em 2011. O 991 veio com um novo motor 3.8 — seis cilindros boxer, com a transmissão sequencial de sete velocidades e embreagem dupla PDK, um cambio muito rápido e eficiente. A nova carroceria usa componentes semelhantes com o Audi R8, como alumínio. Outro rumor era que o 991 apresentasse dois radiadores montados na traseira para melhor distribuição de peso e refrigeração mais eficiente do conjunto traseiro. Além disso, esperava-se que os próximos GT2 e GT3 tivessem rodas de fibra de carbono como opcional (similar ao Koenigsegg CCX) para ajudar a reduzir o peso. Note-se que o 996 GT2 foi o introdutor dos discos de freios de cerâmica, hoje comuns em todo superesportivo. Nos próximos anos vai acontecer o mesmo com as rodas de fibra de carbono. Alguns engenheiros da Porsche gostariam de manter o plano seis-cilindros atrás do eixo traseiro, enquanto outros querem uma plataforma com motor central para os futuros 911.

## Porsche 911 nos ralis
O Porsche 911 demonstrou um grande potencial para ralis desde o princípio. O motor traseiro significava que o carro possuía uma boa tração inerente ao seu projeto. Aqui estão listadas algumas das suas mais importantes conquistas.

### 1965
- 5°, Monte Carlo Rally (911, Herbert Linge)

### 1967
- 3°, Monte Carlo Rally (912, Vic Elford)

### 1968
- 1°, Swedish Rally (911T Björn Waldegård)

### 1969
- 1°, Monte Carlo Rally (911T, Björn Waldegård)

### 1970
- 1°, Monte Carlo Rally (911T, Björn Waldegård)

### 1974
- 3°, 1000 Lakes Rally (911 Carrera RS 3.0, Björn Waldegård)
- 2°, Rali Safari (911 Carrera RS 3.0, Björn Waldegård)

### 1978
- 1°, Monte Carlo Rally (911 Carrera RS 3.0, Jean-Pierre Nicolas)

### 1980
- 1°, Tour de Corse (911SC/RS, Jean-Luc Therier)

### 1984
- 1°, Rally Paris-Dakar (953, Rene Metge/Dominic Lemoyne)

(O Porsche 953, às vezes chamado de 911 Carrera 4x4, usava o equipamento 4x4 do 959, que ainda estava em desenvolvimento na época).

### 1986
- 1°, Rally Paris-Dakar (959, Rene Metge/Dominic Lemoyne)
- 2°, Rally Paris-Dakar (959, Jacky Ickx/Claude Brasseur)
- 1°, Rallye des Pharaons (959, Saeed Al Hajiri)

(Na década de 1980, a Porsche desenvolveu o Porsche 959, uma variação 4x4 twin-turbo do 911, para competir na categoria Grupo B da FIA, o que acabou não acontecendo. Assim, ele venceu o Paris-Dakar de 1986).

## Prêmios
Em 2004, a revista norte-americana Sports Car International nomeou o 911 número 3 na lista "Top Sports Cars of the 1960s", o Carrera RS número 7 na lista "Top Sports Cars of the 1970s", e o 911 Carrera número 7 na lista "Top Sports Cars of the 1980s".